# Battaglia di Focșani
La battaglia di Focșani fu un'azione bellica combattuta nell'ambito della guerra russo-turca (1787-1792) tra l'esercito imperiale russo e quello austriaco coalizzati contro quello ottomano presso Focșani, in Moldavia (oggi Romania).
I russi, guidati dal maresciallo Aleksandr Suvorov con gli austriaci guidati dal principe Federico Giosia di Sassonia-Coburgo-Gotha, si scontrarono con gli ottomani guidati dal gran visir Koca Yusuf Pasha. Gli austriaci, supportati da un gran numero di fanti e cavalieri ungheresi, raggiungevano il numero di 18 000 unità mentre il contingente russo era composto di 7000 soldati. Gli ottomani erano 30 000.
Gli alleati riuscirono a spezzare la difesa del campo trincerato ottomano con poche perdite, lasciando i turchi con numerose perdite costretti alla fuga.